# Леса Японии

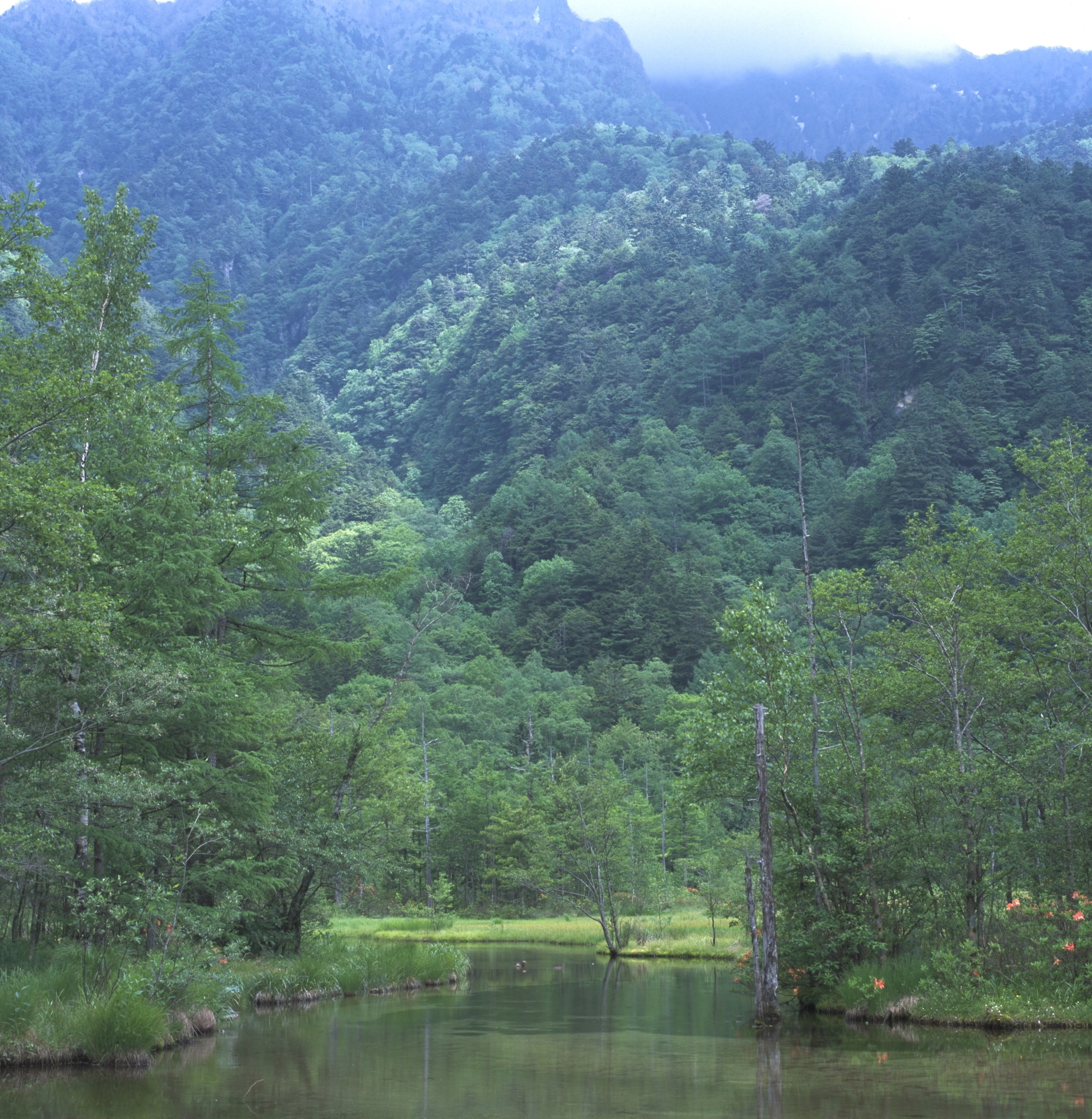
Камикоти, регион в Японских Альпах с полностью сохранённой лесной растительностью

Япо́ния — страна со значительной лесистостью, её горы на юге покрыты субтропическими, в центральной части — смешанными, на севере — хвойными лесами. Из-за гористого ландшафта (73 % территории занимают горы), леса покрывают 68,55 % территории Японии. Единственные другие развитые страны с таким высоким процентом лесного покрова — Финляндия (73,1 %), Швеция (68,4 %) и Южная Корея (63,7). Для сравнения в России, леса покрывают лишь 49,8 % территории страны. В Японии около 25,05 млн га лесов, из которых около 13,48 млн га (около 50 %) — это естественные леса, 10,2 млн га (около 40 %) — искусственные леса, а остальная часть это бамбуковые леса. Более 2/3 территории Японии занимают леса и горы, кустарники, непригодные для сельского хозяйства, промышленности или проживания. Из-за частых тайфунов, оползней и землетрясений, значительная часть лесов, около 40 % — искусственные насаждения. Естественная растительность хорошо сохранилась даже в густонаселённых районах. Примерно треть лесов принадлежит государству.
Япония — импортёр древесины. Япония обеспечивает собственные потребности в древесине лишь на 20 %. Страна импортирует сегодня около 50 % древесины, привозимой, в основном, из Канады. При этом доля импорта Японии в мировом импорте составляет 14 %.

## Почвы Японии
Для Японии характерны почвы подзолистого и краснозёмных типов, на равнинах — изменённые многовековой культурой аллювиальные почвы. Очень плодородны почвы, распространённые на коре выветривания андезитов и базальтов.

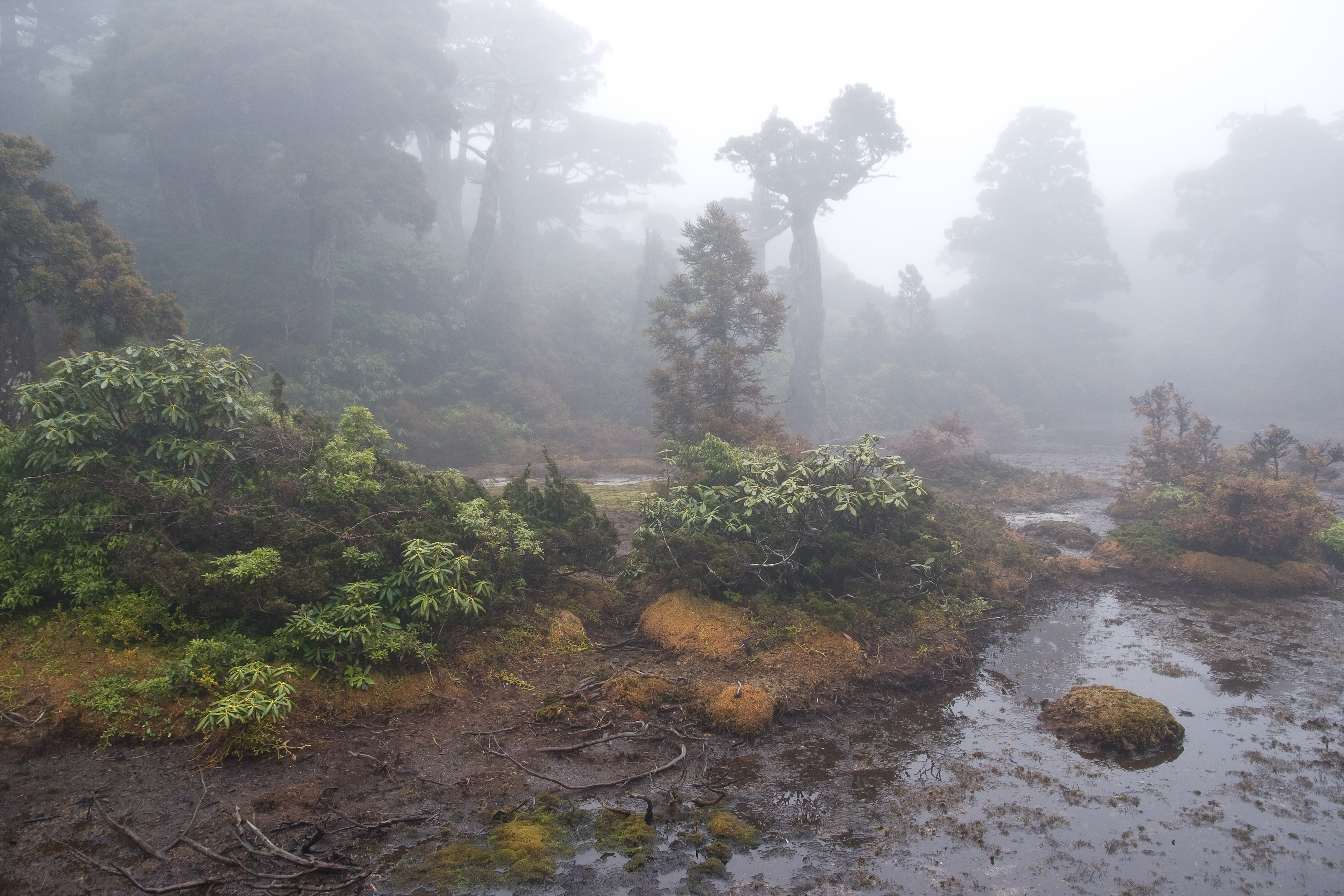
Болото на юге Японии

В стране есть несколько зональных типов почв. Они объединяются в группы, названные по географическим поясам: бореальные, суббореальные, субтропические и тропические.
Бореальными являются горные подзолистые почвы, встречающиеся на Хоккайдо. Наиболее распространены в Японии бурые почвы, залегающие преимущественно под неморальной растительностью островов. Они относятся к суббореальным почвам. Субтропические желтозёмы и краснозёмы находятся на юге Японской островной дуги. Архипелаг Рюкю занимают красно-жёлтые латеритные почвы, соответствующие тропическому почвообразованию.
На Японских островах выпадает большое количество осадков, что приводит к заболачиванию.

## Видовой состав

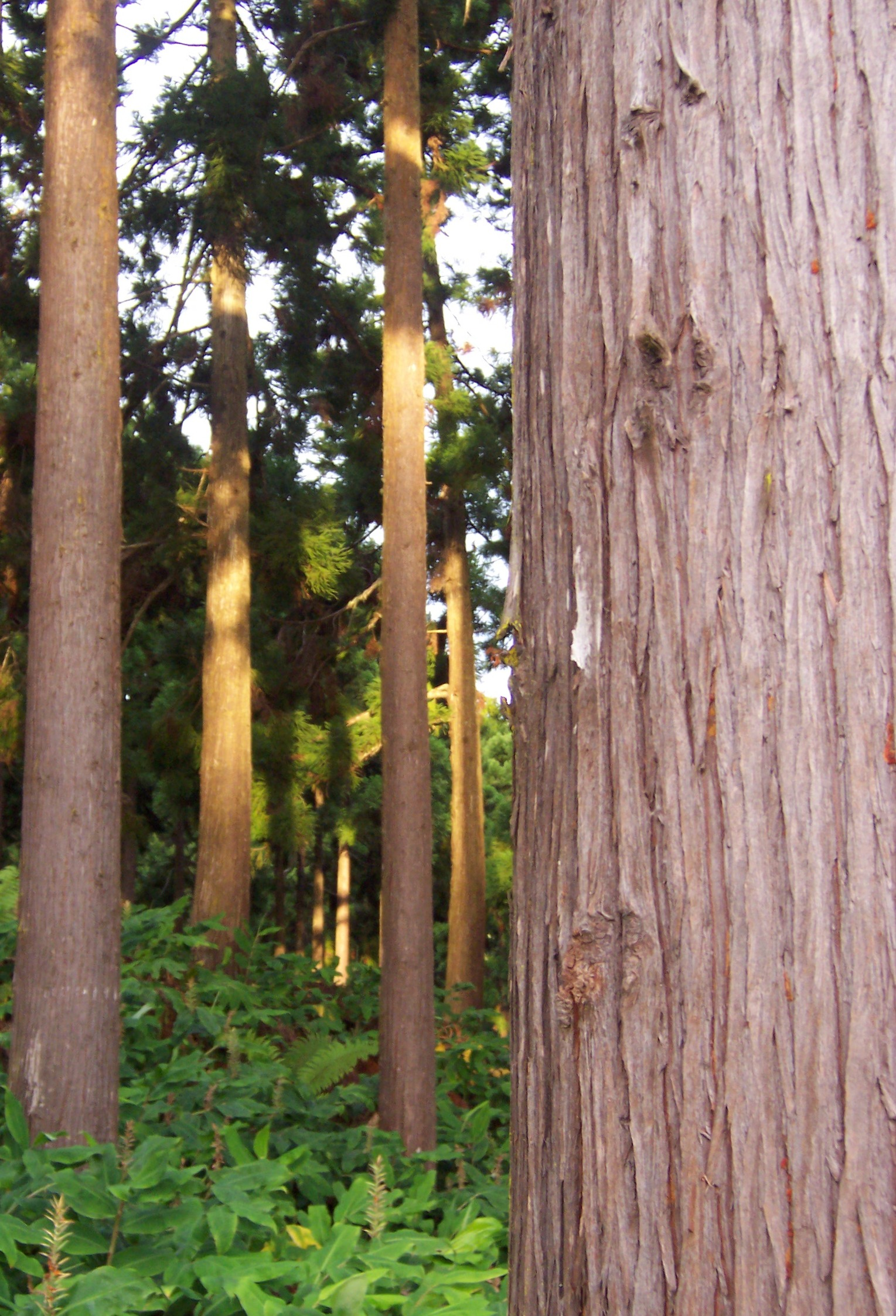
Ствол криптомерии японской

Флора Японии отличается большим видовым разнообразием и включает 2750 видов, в частности 168 древесных пород. Она родственна растительности Восточного Китая и имеет большое количество эндемиков (криптомерии, японские кипарисовики и др.).
Субтропические вечнозелёные леса на острове Кюсю доходят почти до гребней гор, но севернее Токио они встречаются только местами на низменностях. В древесном ярусе этих лесов выделяются кастанопсис, различные виды дуба (остролистный, мирзинолистный и т. п.). Встречаются пазания, камелия, магнолия, бадьян (анисовое дерево), камфорный лавр. Обильный подлесок, богатый лианами и эпифитами, состоит главным образом из папоротников.

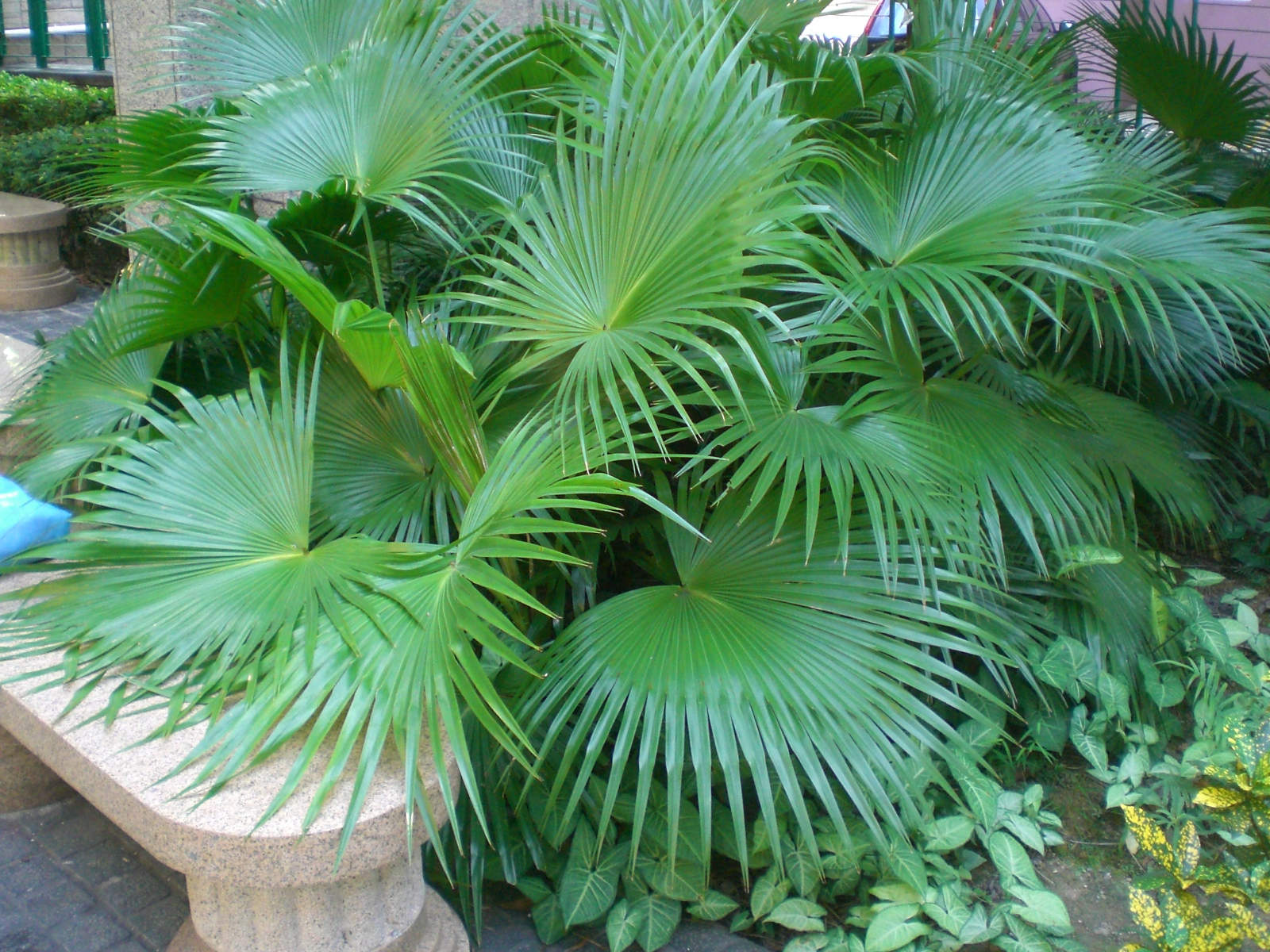
Ливистона

На юге страны появляются тропические пальма, ливистона и аренга, папоротник циатея древовидная, саговник, ногоплодник (Podocarpus). На песчаных почвах встречается сосна густоцветная.
На севере — хвойные (ель и пихта) леса умеренного пояса, похожие на аналогичные дальневосточные. При движении на юг их сначала сменяют широколиственные леса (дуб, бук, клён), затем — хвойные леса из японской криптомерии, кипарисов, сосны (юг Хоккайдо и север Хонсю), затем (на юге Хонсю и севере Кюсю и Сикоку) — вечнозелёные широколиственные леса (японская магнолия, зубчатый дуб). На Хоккайдо и на склонах гор южных островов (выше 2 000 м) растут хвойные леса, большинство из которых являются искусственными насаждениями. В хвойных лесах Хоккайдо распространены хоккайдская ель и сахалинская пихта, местами встречается лиственница.
Широколиственные леса

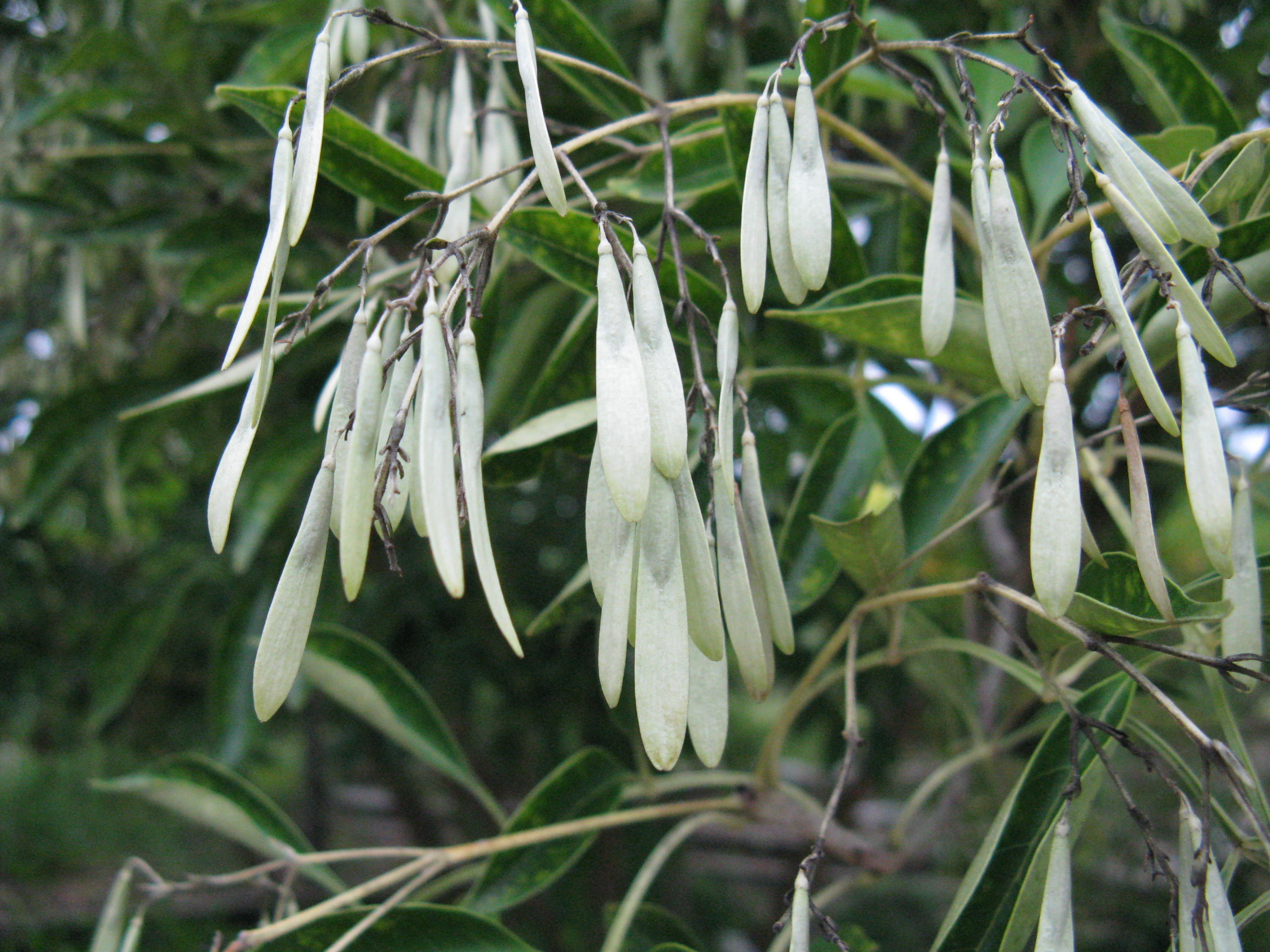
Ясень японский

На юге Хоккайдо и на севере Хонсю нижнюю часть гор занимают листопадные широколиственные леса.
Смешанные широколиственно-хвойные леса простираются от Японских Альп, лежащих к западу от Токио, до самого севера Хонсю и юго-западной части Хоккайдо. Здесь обычны такие широколиственные породы как бук, дубы зубчатый и крупнопильчатый, каштан городчатый и конский, многие виды (около 20) клёна, маньчжурский ясень и липы, лапина, граб, хмелеграб, дзельква пильчатая, местный вид грецкого ореха (Juglans sieboldiana), осина, вяз, берёза, ольха. Из хвойных присутствуют криптомерия (высотой до 60 м), кипарисовик, тсуга, лжетсуга, тис и другие. На Хоккайдо преобладают леса из хвойных пород, особенно пихты. Высоко ценятся хвойные, встречающиеся в этом поясе как примеси (криптомерии, японские кипарисовики, туевики, тсуги). В состав подлеска входят магнолии, бамбук, дикая вишня. В лесах много лиан.
Гора Фудзи и ещё несколько пиков в центральной части Хонсю и центральный горный массив на Хоккайдо возвышаются над границей древесной растительности. На высоте более 500—1000 м развита высокогорная кустарниковая зона с ландшафтом мелколесья (берёза, рябина), зарослями вересков, рододендронов и особенно кедрового стланика, субальпийские и альпийские луга.
Субтропические леса

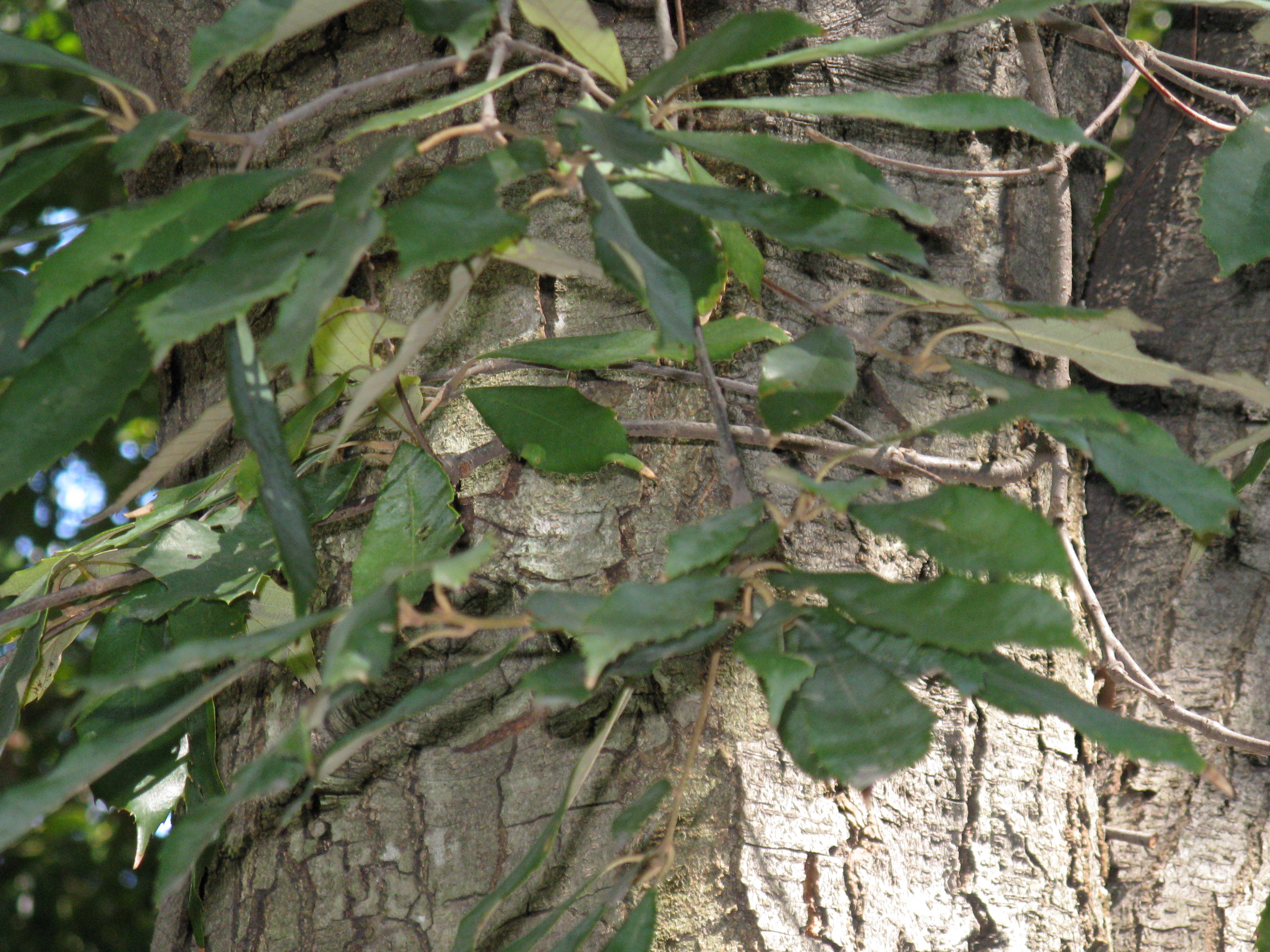
Дуб буровато-жёлтый

Наиболее характерны для Японии леса субтропического пояса, который занимает нижние горные склоны южнее 37-38° с. ш.
На самом юге (юг Кюсю и Рюкю) простираются субтропические вечнозелёные леса. Эти леса многоярусные, богатые видами, среди которых присутствуют многочисленные эндемики. Много папоротников, лиан, эпифитов. Кроме того, здесь даже можно встретить влажные тропические леса, в которых встречаются пальмы (Chamaerops excelsa), древовидные папоротники, бананы и даже фикусы. В горах — вечнозелёные дубы (Quercus gilva, Q. acuta и другие) и разнообразные тропические хвойные породы. Часто попадается камфорный лавр.
Субтропические леса чрезвычайно богаты хвойными породами. Здесь растут японские виды сосны (Pinus densiflora и Pinus Thunbergii) с очень своеобразными кронами, японская пихта и тсуга, но наибольшее значение имеют такие эндемичные хвойные, как японские кипарисы (Chamaecyparis obtusa), криптомерия (Cryptomeria japonica), туя, туйопсисы, сциадопитисы, а также из семьи тисовых подокарпус, торе и тис.
В состав подлеска входят бамбук, азалии, аралии, магнолии, гардении, павловнии, аукуба, сливы и вишни и другие. Местами сохраняются рощи реликта мезозойской эры — гинкго (Ginkgo biloba). Из культурных растений распространены рис, чайный куст, цитрусовые.
Во многих районах Японии растут деревья, древесина которых считается строительным материалом высшего качества, например, японский кедр, японский кипарис и дзельква.
Тропические леса
На юге Кюсю и на островах Рюкю развит обеднённый вариант влажных тропических лесов, для которых характерны пальмы, фикусы, древовидные папоротники, бамбук, орхидеи, а из культурных растений — рис, батат, сахарный тростник, пальмы и бананы.

## Бамбуковый лес

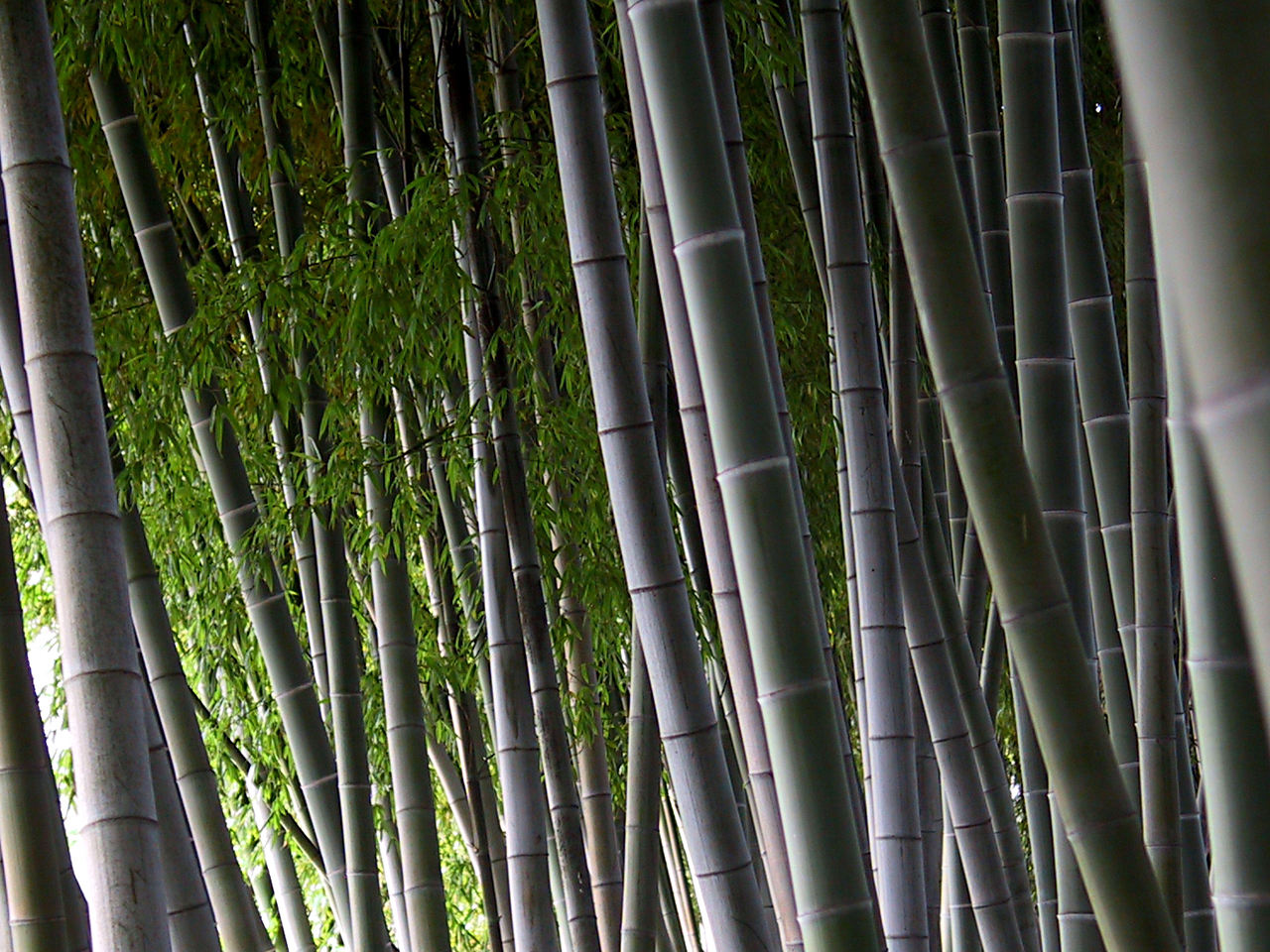
Бамбуковый лес

Бамбук прочен, гибок, быстро растёт и поэтому часто используется в изготовлении мебели, корзин, музыкальных инструментов и т. д. В Японии, в основном, произрастает бамбук вида «Мосо», происходящий из Китая и известный своим быстрым ростом. Всего за один месяц растение способно достичь 20 метров в высоту и до 20 см в диаметре.
За последние 20 лет[когда?] площадь бамбуковых лесов в центральных районах Японии увеличилась вдвое.
Учёные считают, что причина распространения бамбуковых лесов — неуклонно снижающийся спрос на этот тип древесины и импорт дешёвых бамбуковых ростков для японской кухни из Китая. В результате леса не прореживают, и фактически они становятся бесхозными.
Быстрое распространение бамбуковых лесов в центральной Японии угрожает существованию дубов, кедров и других ценных пород деревьев; существует опасность быстрого исчезновения традиционных японских ландшафтов, ухудшение состояния экосистемы и т. д.
В бамбуковых лесах мало света, а питательные свойства почвы низки. Это препятствует росту других видов растений и существованию там насекомых и птиц.
Для борьбы с чрезмерным ростом бамбуковых лесов учёные изобрели химикат — замедлитель роста. Однако действие его на лесную фауну и грунтовые воды неизвестно.

## Растительность лесов
Естественная растительность Японии сильно пострадала от деятельности человека. Леса оттеснены сельскохозяйственными угодьями, особенно на низменностях. Только на отдельных приморских участках, занятых дюнами, сохранились сосновые леса и кустарники можжевельника. В заболоченных местностях, не использованных для рисовых полей, растёт лотос. Нередко его специально разводят ради съедобных корневищ и семян, содержащих масло.

## Охрана леса
На некоторых островах сохранились естественные леса из японской криптомерии, отдельным деревьям которой, достигающим 40-50 м в высоту и 5 м в диаметре, уже около 2000 лет.
После Второй мировой войны было посажено много строительного леса, и современная лесная отрасль в значительной степени зависит от запасов этих лесонасаждений.
В 1950 году в Японии был принят закон, по которому более 400 деревьев получили статус национального памятника природы. Этот статус зачастую связан с возрастом, иногда с исторической важностью. Такой же статус имеют некоторые реликтовые и прихрамовые леса. В Японии территории имеют разный статус охраны: государственные заповедники, природные парки, зоны отдыха, курорты.
Лесные массивы в стране целенаправленно восстанавливались, во многом за счёт правительственных субсидий. Правительство, выделяя на лесопосадки средства, требовало замены так называемых коммерчески непригодных природных лесов на производительные. В результате дуб, клён и многие другие виды широколиственных деревьев заменялись выгодной с точки зрения экономики криптомерией, высокие деловые качества древесины которой сочетаются с быстрым ростом. Площади лесов были сохранены, но в результате подобного подхода это уже далеко не те леса, которые были 5-6 десятилетий назад. Сейчас 41 % лесов в Японии являются искусственными посадками, но 44 % из них, примерно 5 млн га, — это массивы криптомерии.